# Pamuk, Somogy
Pamuk  este un sat în districtul Fonyód, județul Somogy, Ungaria, având o populație de 251 de locuitori (2011). 

## Demografie
Componența etnică a satului Pamuk
     Maghiari (67,02%)
     Romi (32,98%)
Componența confesională a satului Pamuk
     Romano-catolici (66,93%)
     Fără religie (7,57%)
     Necunoscută (25,5%)
Conform recensământului din 2011, satul Pamuk avea 251 de locuitori. Din punct de vedere etnic, majoritatea locuitorilor (67,02%) erau maghiari, cu o minoritate de romi (32,98%).  Din punct de vedere confesional, majoritatea locuitorilor (66,93%) erau romano-catolici, cu o minoritate de persoane fără religie (7,57%). Pentru 25,5% din locuitori nu este cunoscută apartenența confesională.